# European Network of Democratic Young Left
Das European Network of Democratic Young Left (ENDYL; Europäisches Netzwerk der demokratischen jungen Linken) war ein Netzwerk linker und demokratischer Jugendverbände in Europa, das von 1994 bis 2012 bestand.

## Geschichte
ENDYL wurde vom 6. bis zum 8. Mai 1994 in Kopenhagen aus den Jugendorganisationen des Forums der Neuen Europäischen Linken gegründet. 2012 stellte das Netzwerk die Arbeit ein. Inzwischen besteht eine Nachfolgestruktur unter dem Namen „European Left Youth Network“ (ELYN; Jugendnetzwerk der Europäischen Linken), die als Arbeitsgruppe bei der Europäischen Linken angesiedelt ist.

## Programmatik
Der Verband nannte seine Ziele den Kampf gegen Diskriminierung, Rassismus und Faschismus sowie das Aufzeigen von alternativen Modellen der Produktion, nachhaltiger Entwicklung und menschlichen Zusammenlebens. In seiner politischen Plattform bekannte sich das Netzwerk zu Demokratie, individueller Freiheit, Solidarität, den Menschenrechten, zum Internationalismus und zur ökologischen Verantwortung.

## Innere Struktur

### Mitglieder
Mitglieder waren europäische, linke und demokratische Jugendverbände, welche durch Beschluss der Hauptversammlung aufgenommen wurden. ENDYL-Mitglieder waren weiterhin autonome Jugendverbände. Im März 2012 hatte das Netzwerk 17 Mitgliedsverbände.
| Jugendverband                             | Land           |
| ----------------------------------------- | -------------- |
| Socialistisk UngdomsFront                 | Dänemark       |
| Linksjugend [’solid]                      | Deutschland    |
| JungdemokratInnen/Junge Linke             | Deutschland    |
| Estonian Left Party Youth                 | Estland        |
| Vasemmistonuoret                          | Finnland       |
| Mouvement Jeunes Communistes de France    | Frankreich     |
| Νεολαία Συνασπισμού / Neolaia Synaspismou | Griechenland   |
| Sinn Féin Youth                           | Irland         |
| Ung Vinstre Graen                         | Island         |
| Giovani Comunisti                         | Italien        |
| Young Socialists of Macedonia             | Nordmazedonien |
| Union of the Communist Youth of Moldova   | Moldawien      |
| Sosialistisk Ungdom                       | Norwegen       |
| Mlodzi Socjalisci                         | Polen          |
| Izquierda Unida                           | Spanien        |
| Joves d’alternative – Joves d’EuIA        | Katalonien     |
| youth of bloco                            | Portugal       |
| Özgürlük ve Dayanışma Partisi             | Türkei         |

### Organe
Die Organe von ENDYL waren die Hauptversammlung, der Koordinierungsrat und der Vorstand.
Die Hauptversammlung (General Assembly, GA) war das höchste beschlussfassende Organ von ENDYL. Jährlich trafen sich die Vertreter aller Mitgliedsorganisationen, um über die Grundsätze der Arbeit von ENDYL zu entscheiden. Die Hauptversammlung wählte den Vorstand, deren Nachrücker und zwei Finanzrevisoren.
Der Koordinierungsrat (Coordination Council, CC) war das einzige beschlussfassende Organ zwischen den Hauptversammlungen. Der Koordinierungsrat tagte zweimonatlich per Telekonferenz. Mitglied des Koordinierungsrates waren die Vertreter der Mitgliedsorganisationen.
Der Vorstand (Board) wurde von der Hauptversammlung gewählt.